# Kawęczyn (Tomaszów Mazowiecki)
Pour les articles homonymes, voir Kawęczyn.
Kawęczyn est une localité polonaise de la gmina de Rzeczyca, située dans le powiat de Tomaszów Mazowiecki en voïvodie de Łódź.